# Jonas (football, 1983)
Pour les articles homonymes, voir Jonas (homonymie).
Jonas Brignoni dos Santos, dit Jonas est un footballeur brésilien né le 4 juillet 1983 à Ibirubá et évoluant comme défenseur central ou latéral. 

## Carrière
- 2007-2008 : US Boulogne ( France) (L2, 26 matchs, 1 but)
- 2008-2009 : US Boulogne ( France) (L2, 25 matchs, 2 buts)
- Depuis 2010 : Esporte Clube Pelotas ( Brésil)